# 1871 aux États-Unis
Pour des articles plus généraux, voir Chronologie des États-Unis et 1871.
Chronologie des États-Unis
- 1867
- 1868
- 1869
- 1870
- 1871
- 1872
- 1873
- 1874
- 1875

Cette page concerne des événements d'actualité qui se sont produits durant l'année 1871 du calendrier grégorien aux États-Unis.

## Gouvernement
- Président : Ulysses S. Grant
- Vice-président : Schuyler Colfax
- Secrétaire d'État : Hamilton Fish
- Chambre des représentants : Président James G. Blaine

## Événements
- 3 mars : le Congrès vote l’Indian Appropriation Act, qui met un terme à la politique des Traités avec les Indiens, qui dépendent désormais des États fédéraux.
- 20 avril : Klan Act. Le Congrès vote une loi interdisant l'existence légale du « premier » Ku Klux Klan, en raison de la violence croissante du KKK et de l'assassinat du sénateur John Stephens en plein tribunal un an auparavant. Parallèlement, le président Ulysse S. Grant déclare la loi martiale dans plusieurs États du Sud et fait emprisonner plusieurs milliers de membres du Klan, qui s'auto-dissout de fait.
- 8 mai : traité de Washington avec le Royaume-Uni. Il admet le principe d’indemnisation des dommages infligés aux États-Unis par l’aide directe apportée par la flotte britannique lors de la guerre de Sécession.
- 1er juin - 3 juillet : expédition américaine en Corée.
- Septembre : 
  - Cochise se rend face à l’offensive américaine. Il refuse de conduire sa tribu dans une réserve du Nouveau-Mexique et s’évade au printemps suivant[1].
  - échec de l'expédition polaire de Charles Francis Hall
- 8-10 octobre : un tiers de la ville de Chicago est détruit par un incendie. La ville, centre du trafic ferroviaire continental (abattoirs), est reconstruite de gratte-ciel.

jour non précisé
- 35 000 soldats déployés dans les États du Sud des États-Unis.